# Casa în care a locuit omul de stat Anatol Corobceanu
Casa în care a locuit omul de stat Anatol Corobceanu⁠ este un monument istoric și de artă de însemnătate națională din orașul Chișinău.
Este un bloc de apartamente cu 5 nivele, amplasat de-a lungul str. 31 August 1989. Aici a locuit politicianul Anatol Corobceanu, vicepreședinte al Guvernului Alexandru Diordiță (RSSM) în 1963-1970.